# کاردیوویروس
کاردیوویروس (به انگلیسی: Cardiovirus) یکی از اعضای خانواده پیکورناویروس‌ها است.
این ویروس در انسان می‌تواند باعث نوعی از (انسفالیت) و نوعی از (بیماری قلبی-عروقی) به نام (میوکاردیت) که مدتی پیش از آن علایمی شبه آنفلوآنزا یا گاستروانتریت بروز کرده‌است، بشود.
دی پیریدامول (پرزانتین) موجب مهار نسخه برداری و مشابه سازی کاردیوویروس در درون سلول میزبان می‌شود.